# فريدريش بيرغيوس
فريدريش بيرغيوس (بالألمانية: Friedrich Bergius) هو كيميائي ألماني ولد في 11 أكتوبر 1884 وتوفي في 30 مارس 1949 في بوينس آيرس - الأرجنتين.
كان والده يعمل في مجال الصناعة الكيميائية. بالموزاة مع دراسته عمل في مصنع والده مما جعله يتعود على المواد الكيميائية. في سنة 1903 درس في جامعة برسلو ومن ثم في جامعة لايبزغ في سنة 1905 التي تخرج منها متحصلا على دكتوراه. ذهب إلى كارلسروه وعمل تحت قيادة فريتز هابر.

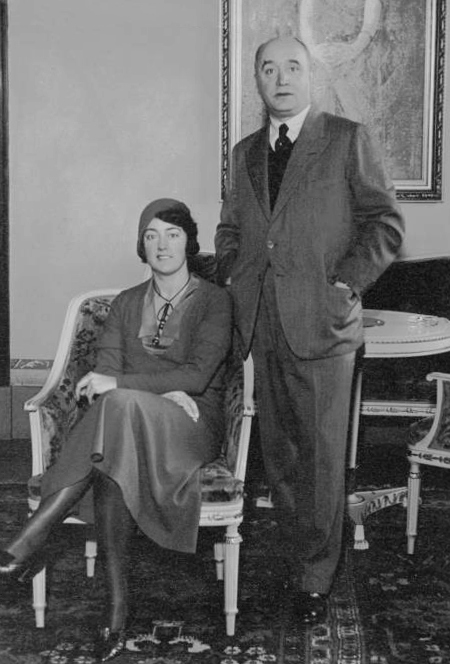
بيرجيوس مع زوجته في ستوكهولم عام 1931

استقر بعد ذلك في فرايبورغ حيث قام بإنشاء مختبره الخاص وقام في سنة 1911 في جامعة فرايبورغ التقنية.
توقف عن العمل خلال الحرب العالمية الأولى ثم ذهب إلى برلين للعيش فيها بين 1914 و 1921 واستقر سنة 1921 في هايدلبرغ. حصل على جائزة نوبل في الكيمياء لسنة 1931.

## روابط خارجية
- فريدريش بيرغيوس على موقع الموسوعة البريطانية (الإنجليزية)
- فريدريش بيرغيوس على موقع مونزينجر (الألمانية)
- فريدريش بيرغيوس على موقع إن إن دي بي (الإنجليزية)